# ساغ

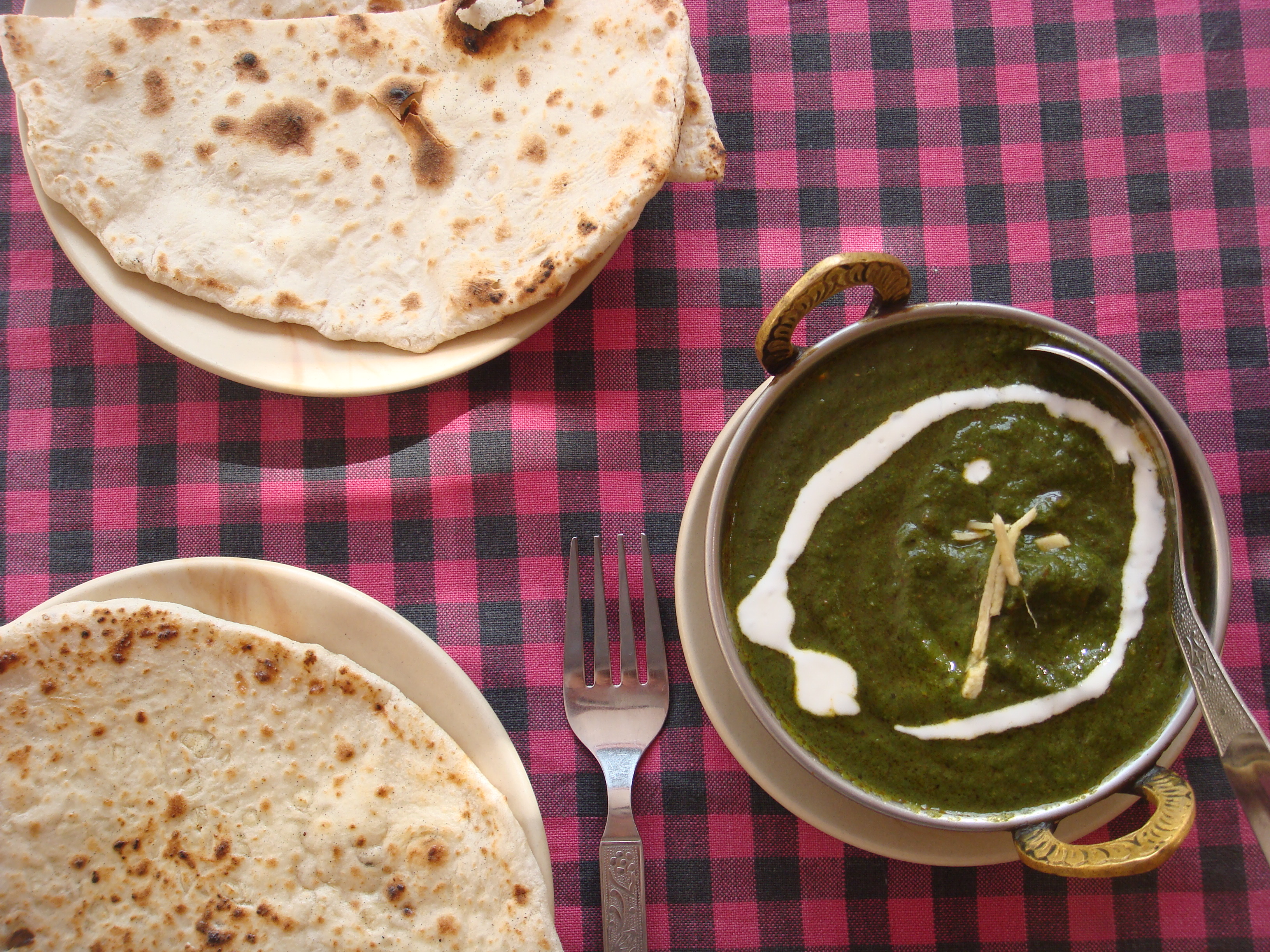
ساغ الضأن (الأغنام) مع خبز النان

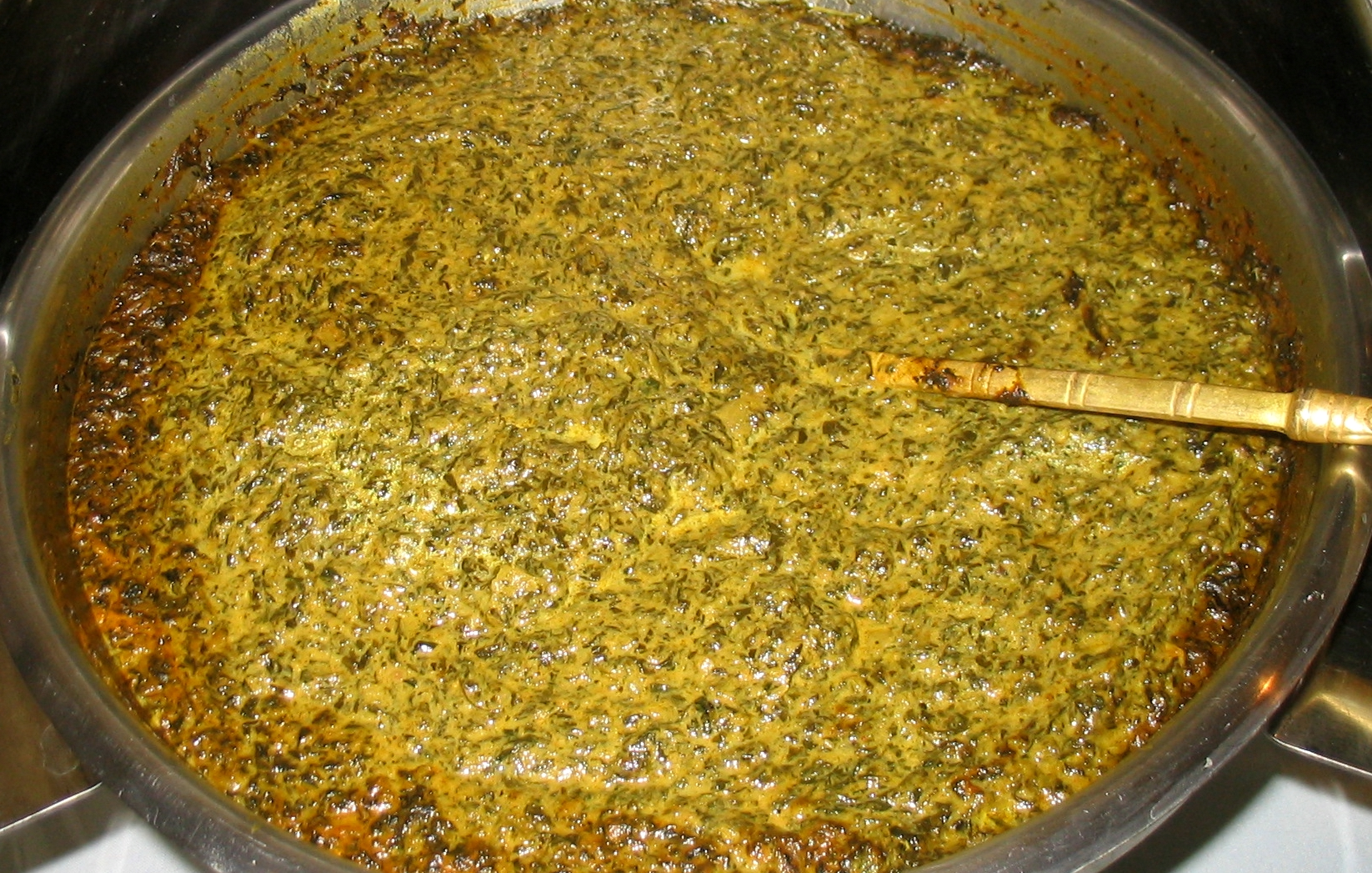
ساغ بانيير: السبانخ و الجبنة

ساغ (بالبنجابية: ਸਾਗ) (النيبالية: साग) (اوديا: ଶାଗ) أو الساغ ويتكون بشكل أساسي من (السبانخ، أوراق الخردل، الكرنب الخضر، باسيلى) طبق يؤكل في شبه القارة الهندية مع الخبز مثل روتي أو نان،  أو الأرز (في نيبال وأوديشا والبنغال الغربية). يمكن تحضير ساغ من السبانخ، أوراق الخردل، والقرنبيط المفروم، أو الخضار الأخرى، جنبا إلى جنب مع إضافة التوابل والمكونات الأخرى مثل بانيير في بعض الأحيان. في بعض القوائم، ويسمى ساجوالا.
من الشائع أيضا في منطقة أوديشا، حيث أنه يؤكل مع باكالا، ولكن نشأت أساسا من البنجاب، حيث أنه من المعروف سارسون دا ساغ، حيث يجوز أن تؤكل مع ماكي دي روتي. أيضا يؤكل في نيبال وفي هاريانا. هذا روتي مصنوعة من دقيق الذرة، وهو أصفر اللون، على الرغم من أنه يمكن أيضا أن تؤكل مع أنواع الخبز الأخرى. ومع ذلك يمكن ساغ/ساك مصطلحًا شاملًا لمختلف الأطباق ذات الأوراق الخضراء. أنها واحدة من الأطباق الهامة من ماهابراساد (معبد جاغاناث)، حيث تم تقديمها إلى اللوردات لقرون. ساج ألو (بطاطس السبانخ) و الساج قوشت (السبانخ والماعز) هو طبق شائع في المطبخ البنجابي كما يتم تقديمه في المطاعم والوجبات السريعة في العالم الغربي (حيث يتم استبدال الماعز بشكل عام بالحمل). ومع ذلك، حيث أن العديد من الناس نباتيون، يؤكل الساج كما هو عادي، مع روتي الأصفر أو نان. وهو يتألف من الخضار الورقية مثل السبانخ والبروكلي واللفت وغيرها.

## التنوعات

### أوديشا
في المطبخ الأوديشي، يعد الساغ واحدًا من أهم الخضروات. أنها تحظى بشعبية في جميع أنحاء الدولة. ويتم استخدام أنواع كبيرة من النباتات كما ساغا في أديشا. قائمة من النباتات التي يتم استخدامها كما الساغا هي على النحو التالي:
- - كالاما ساغا (କଳମ ଶାଗ) إيبومويا أكواتيكا (سبانخ الماء)
  - كوسا / خدا ساغا (କୋସଳା ଶାଗ / ଖଡା ଶାଗ): أعدت من أوراق أمارانث.
  - باجي ساغا (ବଜ୍ଜୀ ଶାଗ): أعدت من أوراق أمارانث دوبيوس.
  - لوتيا ساغا (ଲେଉଟିଆ ଶାଗ): من أوراق وسيقانأمارانث فيريديس.
  - بالانجا ساغا (ପାଳଙ୍ଗ ଶାଗ): السبانخ
  - بوي ساغا (ପୋଈ ଶାଗ): المحضرة من أوراق وسيقان باسيلى.
  - باراماسي \ ساجانا ساغا (ବାରମାସି/ ସଜନା ଶାଗ): حضر من أوراق شجر الطبل. طهي مع عدس أو بمفرده مع البصل المقلي.
  - سنيوسنيا ساغا (ସୁନୁସୁନିଆ ଶାଗ) مارسيلا أوراق بولكاربا.
  - بيتاغاما ساغا (ପିତାଗମା ଶାଗ)
  - بيدانغا ساغا (ପିଡଙ୍ଗ ଶାଗ)
  - كاخورا ساغا (କଖାରୁ ଶାଗ): حضر من أوراق نبنة القرع.
  - مادارانغا ساغا (ମଦରଙ୍ଗା ଶାଗ): يحضر من أوراق سيسيليس التيرنانثيرا.
  - سوريزا ساغا (ଶୋରିସ ଶାଗ): الخردل الأخضر
  - ميثي ساغا (ମେଥୀ ଶାଗ): يحضر من أوراق الميثي أو الحلبة وبيسارا (معجون الخردل) يطبخ مع الخضار.[4]
  - ماتارا ساغا (ମଟର ଶାଗ): تتم إزالة الطلاء الداخلي من البازلاء ومن ثم تقطيعها لعمل الساغا.

### بنغالي
في المطبخ البنغالي، يعد الساغ واحدًا من أهم الخضروات. أنها تحظى بشعبية في جميع أنحاء الدولة. معظم البنغاليين يستخدمون ساغ واحد على الأقل كل يوم أثناء الغداء. يأكلون المقلية أو المرق القليل (جاهول) مع الأرز. وتكون القائمة من النباتات التي يتم استخدامها كما الساغ هي على النحو التالي:
- - كالاما ساغا: إيبومويا أكواتيكا (سبانخ الماء)
  - كوسا / خدا ساغا: أعدت من أوراق أمارانث.
  - باجي ساغا: أعدت من أوراق أمارانث دوبيوس.
  - لوتيا ساغا: من أوراق وسيقانأمارانث فيريديس.
  - بالونغ ساغ: السبانخ
  - بيون ساغ: يتم تحضيرها من أوراق [Basella alba | باسيلى] والسيقان العطاء.
  - باراماسي / سوجنا ساغ: محضرة من أوراق شجرة شجرة الطبل. طهي مع عدس أو بمفرده مع البصل المقلي.
  - سنيوسنيا ساغا مارسيليا أوراق بوليكاربا.
  - بيتاغما ساغا
  - هيلينشا ساغ
  - داتا صاق
  - بيانج ساغ: يتم تحضيرها من البصل الأخضر.
  - مولور ساغ
  - لال ساغ
  - لاو ساغ: يتم تحضيرها من أوراق ونباتات القرع.
  - كامرا ساغ: محضرة من أوراق نبات القرع.
  - مادارانغا ساغ: محضرة من أوراق التيرنانثيرا سيسيليس.
  - تبلح سورشي: الخردل الأخضر
  - ميثي ساغ: محضرة من ميثي أو الحلبة أوراق الشجر وbesara (معجون الخردل) المطبوخ مع الخضار.
  - ماتارا ساغ: تتم إزالة الطلاء الداخلي من البازلاء ومن ثم تقطيعه لتحضير الساغا.

### البنجاب
- ساغ بانيير هو طبق يحتوي على جبنة بانير وأوراق الخردل.
- ساغ قوشت هو نسخة من الطبق المعدّ مع الغوشت (اللحم)، غالبًا ما يكون لحم الضأن. هذه النسخة من الطبق أكثر شيوعًا في باكستان لأن اللحم هو جزء بارز من مطبخ البلد. يتم
- Saag aloo, saag aaluطهي اللحم عادة في التندور قبل أن يتم تنقيته في المكونات الأخرى.

هي عبارة عن ألو (بطاطس) مغموسة في الكاري السبانخ. يمكن تحضيره أيضًا بأوراق الخردل، على الرغم من أن السبانخ أكثر شيوعًا. عادة ما يتم تقديم الساج ألو ساخناً، عادة مع نان، تشاباتي، وماكي دي روتي، وتعلوه السمن (الزبدة الموضحة).